# Istoria Istanbulului

## Perioada antică

### Fondarea cetății
Cea mai mare parte a surselor antice atribuie fondarea coloniei grecești Byzantion unui personaj legendar pe nume Byzas, navigator și războinic încercat, plecat din cetatea Megara cu populație doriană. Eusebios din Cesareea a avansat și o dată precisă a fondării : "cel de al treilea an al celei de a treizecea olimpiade" ceea ce conduce la anul 667 e.N.
Toponimul a putut deriva din verbul buzō, care semnifică "a strânge - a apropia" putând fi o aluzie la fizionomia Bosforului, care este o "trecere (poros) restrânsă".
Nu trebuie ignorată nici o eventuală influență a limbii trace, toponimul putând deriva din onomastica locală cu semnificația de țărm sau margine.

### Perioada clasică și elenistică
După cele relatate de Polybios, Grecia cumpăra piele, sclavi, miere, ceară sau alimente sărate și aducea cu preponderență ulei și vin. În ciuda posibilei prosperități agricole, cetatea era înconjurată de populații inamice de origine tracică, fiind supusă fără încetare invaziilor ce devastau teritoriul din afara zidurilor.
Cu ocazia expediției spre Sciția, în anii 513-514 e.A, regele persan Darius I-ul a supus toate cetățile grecești din Ionia (Asia Mică), dar și pe cele Helespontice. Byzantion a contribuit și el cu nave pentru traversarea armatelor persane peste strâmtoare, dinspre Asia Mică spre Tracia.
Herodot a relatat că armata de invazie persană reunea 700.000 de oameni, fiind însoțită de 600 de nave. Ulterior grecii ionieni, vasali ai lui Darius, au pus stăpânire pe Byzantion în anul 504 e.A, iar mai târziu generalul persan Mardonios, în 490 e.A, cu ocazia primului război medic încheiat cu victoria grecilor la Marathon.
Regele spartan Pausanias, comandantul armatei grecești în victoria de la Plateea (479 e.A), a pus stăpânire pe Byzantion în anul 477 e.A, cu gândul ascuns de a crea un regat în calitate de simplu aventier. Comportamentul său cu fast oriental a devenit odios pentru populație, astfel că atenienii au avut o sarcină ușoară pentru a-l izgoni, în 472 e.A. 
Tot în anul 472 e.A, Byzantion-ul a trăit o experiență astrofizică curioasă. Deasupra orașului a căzut o funingine neagră, probabil rezultat al unei explozii aeriene la mare altitudine, sau un transport de funingine vulcanică. Fenomenul a fost atestat de Procopios, Ammianus Marcellinus, Theophanos și alții. In anul 439 e.A, cetatea se revoltă alături de Samos împotriva Atenei pentru perceperea unor contribuții grele în Liga de la Delos. A recăzut în puterea atenienilor după numai nouă luni.
Pe timpul Războiului Peloponeziac, Byzantion a fost supus succesiv de Atena sau Sparta. La început a a fost subjugat de Sparta, apoi a fost cucerit de atenianul Alcibiades în anul 408 e.A. După bătălia de la Aigos-Potamos și cucerirea Atenei de către spartani, Războiul Peloponeziac s-a sfârșit, iar spartanul Lisandros a forțat cetatea să alunge garnizoana ateniană și să primească asemănător tuturor cetăților Greciei, un comandant lacedemonian, adică un harmostes, investit atât cu puteri civile cât și militare.
Cleandros era harmostes la Byzantion în anul 401 e.A, atunci când cei "zece mii" de mercenari greci, care participaseră la războiul dinastic din Persia, au ajuns în retragere pe coastele Bithiniei în fața cetății, sub conducerea lui Xenophon. Anaxibius, comandantul flotei lacedemoniene, la solicitare regelui Artaxerxes, s-a angajat să-i treacă pe greci peste strâmtoare, să le plătească ce li se datora din războiul civil persan și să le acorde alimente când vor ajunge la Byzantion. Dar la apropierea mercenarilor greci refugiați, a dispus închiderea porților cetății. Iritați de acea perfidie, mercenarii greci au doborât porțile și au intrat în oraș. Numai Xenophon a reușit să împiedice jefuirea și preluarea în posesie a orașului dovedit ostil.
Aliat cu Rodos și Chios, Byzantion s-a eliberat de jugul despotic atenian, în anul 364 e.A. După o perioadă de război social, timp în care generalul și mercenarul atenian, Chares, a încercat să aducă orașul la ascultare (357 e.A), Atena a fost forțată să-i recunoască independența. 
La puțin timp după izbucnirea celui de al doilea Război sacru, Philippes al II-lea, regele Macedoniei, încercând să-și întindă hegemonia asupra tuturor statelor Greciei, a încercat să cucerească cetatea în anul 340 e.A, dar după un asediu lung a fost forțat de generalul atenian Phocion să se retragă în anul următor. Pe timpul acelui asediu o legendă a plasat intervenția zeiței Hecate Phosphoros, care a agitat torțe în timpul nopții făcând vizibile trupele macedonene. Sculați de alarma câinilor cetății, soldații apărători s-au putut apăra victorios.
Pe timpul domniei lui Alexandru cel Mare, fiul lui Philippes al II-lea, Byzantion a fost constrâns să recunoască suzeranitatea macedoneană, dar și-a reluat independența sub succesorii lui Alexandru.
În anul 279 e.A, o expediție celtică, care a pătruns până în Tracia sub comanda lui Comontorius, s-a stabilit un timp în împrejurimile Byzantion-ului supunând populația din afara zidurilor. Pentru a salva pământurile lor de devastarea barbarilor, bizantinii au plătit zece mii de piese de aur și un tribut anual de 80 de talanți, până celții au fost exterminați de traci. Pentru a suporta plata acelor sarcini, bizantinii au pus în aplicare o taxă de navigare prin Bosfor, fapt ce a condus la un război cu Rodos-ul, război consemnat de Polybios.

### Perioada antică romană
Romanii au apărut la orizontul Greciei în sec. al 3-lea e.A. Au profitat de discordiile interne pentru a supune Illyria grecească în anul 229 e.A, i-au învins pe greci la Kynoscephales în anul 197 e.A, au dizolvat ''Liga etoliană '' în 189 e.A, au în vins regatul Macedonia la Pydna în anul 168 e.A, Epirul în 147 e.A, iar cucerirea Corintului de către consulul Mummius, în 146 e.A a definitivat supunerea greciei și transformarea ei în provincia Ahaia în același an.
Bizantion-ul a suportat precum întreaga Grecie tutela Romei. Cetatea a suferit un oarecare declin la început, ca de altfel mai toate cetățile grecești din Asia Mică. Perioada dinastiei antonine la Roma a constituit un apogeu economic, dar cetatea nu și-a recăpătat vechea situație.
Corespondența lui Traianus cu Plinius cel Tânăr descrie orașul ca fiind cosmopolit, datorită mulțimii de călători care soseau la porți și prin piețe. Absența unui număr corespunzător de orașe în Tracia, a justificat politica împăraților din sec. al 2-lea e.N de urbanizare a provinciei, considerată prea vastă și sălbatică. Vechiul Byzantion apărea ca unul din polii elenismului local, alături de Perinth. Ca atare Roma a vegheat la prosperitatea acelor orașe litorale grecești.
Totul s-a schimbat la începutul războiului civil ce a urmat asasinării împăratului Commodus, la sfârșitul anului 192 e.N. În războiul civil care a urmat între pretendenții la tronul imperial, Byzantion s-a aflat de partea generalului Pescennius Niger împotriva lui Septimius Severus. Cel din urmă a supus orașul unui asediu lung și memorabil. După trei ani bizantinii s-au predat,în 196. Învingătorul, iritat, a dispus masacrarea garnizoanei și a magistraților orașului, a distrus orașul și fortificațiile lui puternice. I-a anulat toate privilegiile, lăsându-l în situația de simplu orășel. L-a supus, împreună cu toate teritoriile sale, orașului vecin și rival, Perinth,oraș care a avut statut de metropolă până la Constantin cel Mare.
Severus a lăsat Byzantion într-o asemenea stare de ruină și distrugere, încât Dio Cassius, istoricul contemporan care l-a vizitat în acea perioadă, spunea că orașul părea cucerit nu de romani ci de barbari. Totuși, după un timp, la solicitarea fiului său Caracalla, împăratul a îndulcit poziția față de Byzantion. Ca urmare a dispus reconstruirea în mare parte a orașului, l-a înfrumusețat cu noi monumente și l-a rebotezat Antoninia, după supranumele de Antoninus preluat de către Caracalla. Noul nume nu a avut succes decât până la moartea lui Caracalla, câ orașul și-a reluat vechiul nume.
Sec.al 3-lea e.N este om perioadă istorică puțin documentată pentru oraș, cu toate că sursele obișnuite, precum Dio Cassius, Herodianus și Istoria Augusta au făcut unele referințe la el. Orașul s-a găsit mereu pe drumul diverselor expediții contra Parților sau a succesorilor lor, perșii Sasanizi. El și-a păstrat dreptul de a bate monedă până la domnia împăratului Gallianus, care l-a ridicat ca și altor orașe. Acest privilegiu păstrat mult timp constituie o mărturie a importanței orașului. Pe timpul invaziilor gotice, din anul 238 e.N, rolul orașului este învăluit în mister. Lipsit de puternicele lui ziduri de apărare de pe timpul lui Septimius Severus, Byzantion se prezenta fără apărare împotriva expedițiilor barbarilor veniți prin Tracia și de peste Bosfor. Totuși ele este puțin sau deloc atins de acele invazii, spre deosebire de multe orașe ale Propontidei-Propontida. Nu este exclus ca orașul să fi ajuns la înțelegeri cu invadatorii. Fiind o miză a puterii în timpul luptelor dintre tetrarhi, Byzantion a luat succesiv partea lui Maximinus Daia și lui Licinius, până ce Constantin a rămas unic împărat al Imperiului Roman reîntregit, în anul 324 e.N.
De atunci, Byzantion-ul nu și-a mai aparținut, fiind inclus în proiectul de recentralizare geografică a imperiului după planurile împăratului unic Constantin cel Mare.
Pe locul Byzantion-ului, fosta colonie grecească, Constantin cel Mare, a întemeiat între anii 324-330 e.N, noua capitală a Imperiului Roman, Noua Romă, capitală pe care a inaugurat-o festiv la 11 mai 330 e.N. În acei ani orașul a devenit un șantier imens. Constantin în persoană a trasat aliniamentul noilor ziduri de apărare, care se întindeau, ca un arc de cerc, de la Marea Marmara la golful Cornul de Aur. În plus a fost ornamentat și înfrumusețat de numeroase opere de artă alese și aduse din toate provinciile imperiului. Codinus a consemnat succint orașele văduvite de operele lor : Atena, Cyzic, Cesareea, Tralles, Sardes, Mocissus, Sebastia, Calidera, Satalia, Antiohia, Grandus, Attalia, Seleucia, Smyrna, Tyana, Iconium, Niceea, Rodos, orașe din Cipru,din Creta și Sicilia, precum și din multe altele din Răsărit și Apus. Lui Constantin cel Mare îi sunt atribuite paisprezece biserici, șapte arcuri de trimf, paisprezece palate cu diverse utilizări și opt terme publice. Tot el a început construcția la Marele Palat imperial, mărit și reconstruit succesiv între sec.al 4-lea și sec. al 10-lea, a mărit Hipodrom-ul construit de Septimius Severus. Fondatorul noii capitale a depus un mare efort pentru creșterea populației, prin mutări masive ale acesteia din alte localități (acțiune numită sinoicism), prin acordarea de avantaje materiale celor ce se stabileau în noua reședință imperială. Multe familii de patricieni și senatori au venit de la Roma, la invitația sunveranului iar din localitățile apropiate a adunat circa 100.000 de oameni.
Zidurile de apărare începute la fondarea capitalei au fost terminate de către Constantius unul dintre fii lui Constantin cel Mare. Ele protejau numai cinci din cele șapte coline ale orașului proiectat. Au fost distruse de un cutremur din anul 401 e.N, dar reparate imediat de împăratul Arcadius. Foarte curând, în anul 413 e.N, pe timpul când împăratul Theodosius al II-lea era minor, prefectul pretoriului, Athemius, a demolat vechile ziduri și a ridicat o altă incintă de apărare majestoasă, mai largă și mai sigură. Aceasta era compusă din două rânduri de ziduri paralele și distanțate între ele, înconjurate de un șanț adânc și larg de apă. Minunatele ziduri ale prefectului Athemius au suferit stricăciuni grave la cutremurul din anul 447 e.N, dar au fost reparate în numai trei luni de prefectul Cyrus. În total, zidurile Constantinopol-ului aveau o sutăoptsprezece turnuri și douăzeci și nouă de porți. Impăratul Theodosius cel Mare a dotat cetatea cu cea mai frumoasă intrare, Poarta de Aur, prin care pătrudea marele drum roman via Egnatia, ce venea dinspre coasta Dalmației trecând prin Thessalonic. Această poartă se afla în sud-vestul orașului, fiind folosită de împărați pentru intrările lor solemne. De la ea începea via triumfalis spre centrul capitalei.
Fiecare împărat ce a urmat întemeietorului și-a marcat domnia prin noi construcții. Arcadius a ridicat un palat de terme, Theodosius al II-lea a ridicat terme, un forum și două palate, Marcianus s-a concentrat spre apeducte, iar Leon I-ul spre biserici.
Încă de la început, orașul a preluat numele întemeietorului său, devenind Constantinopolis (orașul lui Constantin.
Până în anul 476 e.N, când s-a prăbușit Imperiul Roman de Apus, Constantinopol-ul a rămas capitala Imperiului Roman de Răsărit. După această dată s-a intrat în perioada bizantină (denumită astfel din anul 1557 de către Hieronymus Wolf), dar și-a păstrat continuitatea funcției sale de capitală a unicului Imperiu Roman, cunoscut ca atare atât de supușii proprii, cât și de străini. Oricare l-ar fi fost limba maternă, locuitorii imperiului se auto-numeau Romanoi , adică Romani , pentru că în ochii lor Imperiul Roman era același chiar dacă pierduse partea apuseană și își continua existența numai în Răsărit. Termenul de roman s-a regăsit în vorbirea și s-a folosit de către toate popoarele vecine sau îndepărtate, inclusiv de către musulmanii care vorbeau de Rumi și au desemnat un stat al lor drept Sultanat de Rum, un stat pe care l-au considerat ca fondat pe teritorii câștigate de la romani, deci, într-un fel Sultanat al romanilor.

## Perioada Imperiului Roman de Răsărit
Istoria Imperiului Roman de Răsărit, numit Imperiul Bizantin de istoriografia umanistă începând cu sec. al 16-lea, acoperă un mileniu extrem de dens în evenimente și evoluții, plin de victorii și înfrângeri, de personalități atinse geniul binelui sau de geniul răului, de lupte religioase, de fapte ale artei, culturii și civilizației. Această lungă și încă controversată istorie a Imperiului Roman de Răsărit se poate împărți în trei mari perioade: perioada Imperiului cu vocație universală, cea a Imperiului elenic și cea a Imperiului divizat.

### Perioada Imperiului Roman universal (395-641)
Această perioadă a prelungit antichitatea fără discontinuități. In ciuda invaziilor barbare și a pierderii părții de apus a imperiului, guvernarea imperială a păstrat pretențiile de universalitate. Justinian I-ul(527-565) a recucerit bazinul apusean al Mediteranei, a publicat un cod legilativ celebru și a construit monumente somptuase, la care s-au afirmat primele influențe ale Orientului Apropiat și Mijlociu. Conflictele religioase s-au succedat sub forma unor diverse erezii, servind ca suport autonomiilor provinciale, autonomii care s-au manifestat mai ușor pe timpul invaziei perșilor sasanizi(602-630) și ale arabilor(începând cu anul 632). Heraclius I-ul(610-641), învingător al perșilor, nu a mai putut opripe arabi. El a pierdut Siria, Palestina, Egiptul și toate posesiunile africane. Tot el a preferat titlul de basileus în locul celui de împărat de origine romană.
Imperiul a rămas totuși înfloritor, iar puterea sa a fost simbolizată prin valoarea excepțională a monedei de aur (sou), considerată moneda de bază pe multiple piețe ale timpului, ajungând până în Ceylon. Stabilitatea monedei a fost asigurată, în mare măsură, de fidelitatea statului față de economia dirijată, care fusese adoptată cu scopul de a asigura aprovizionarea regulată a Constantinopol-ului și a muncii meșteșugarilor marelui oraș. Statul și-a rezervat comerțul și producția unui număr însemnat de produse, dar și controlul muncii private, cu ajutorul unor reglementări severe și a unui corp de funcționari special însărcinați cu aplicarea lor. Bine sprijinit pe organizarea sa economică, imperiul a profitat din plin de avantajele situării lui geografice la întretăierea marilor căi comerciale de la răsărit la apus ș de la nord la sud.

### Perioada Imperiului elenic (641-1204)
Perioada a concretizat elenizarea și orintalizarea imperiului sub domniile succesorilor lui Heraclius I-ul. Intre anii 641-711 arabii au ajuns cu incursiunile până sub zidurile Constantinopol-ului, slavii s-au stabilit în Peninsula Balcanică și cea mai mare parte a Italiei a căzut în mâna lonbarzi-lor. Vechiul principiu roman de separarea puterilor civile de cele militare a dispărut, fiind înlocuit de regimul theme-lor, diviziuni administrative guvernate de către un strateg cu puteri depline.
Pentru prima dată echilibrul economiei bizantine a fost tulburat, arabii începând să controleze fluxul comerțului dinspre Orient, atât pe uscat, cât și pe Marea Roșie. Schimburile nu s-au întrerupt, dar o parte din beneficii au intrat în mâinile arabilor.
Dinastia isauriană (716-802) a întărit imperiul, a respins pe arabi și a reorganizat statul. Leon al III-lea și Constantin al V-lea au declanșat răsboiul religios al icoanelor, iconoclasm-ul. Oficial a fost interzisă folosirea icoanelor, cele deja existente în locașurile de cult fiind șterse. Impărăteasa Irina a repus în drepturi folosirea icoanelor.
După o perioadă de tranziție și instabilitate, între anii 802-820, care a urmat loviturii de palat a lui Nikephoros contra împărătesei Irina, dinastia amoriană (820-867) a consolidat cuceririle precedente, a condamnat din nou icoanele și a rupt relațiile cu papalitatea (schisma lui Photios, anul 858). Curând ortodoxia a fost restabilită, iar înțelegerea cu papalitatea de la Roma s-a reînnoit.
Dinastia macedoneană (867-1057), fondată de un țăran grosier, dar energic și inteligent, Vasile I-ul (867-886), a purtat imperiul spre apogeu. Leon al IV-lea și Constantin al IX-lea Porfirogenetul, au fost mari legiuitori, iar Romanos I-ul Lecapene, Nikephoros al II-lea Phokas și Ioan I-ul Tzimiskes, au fost mari războinici, care au recucerit vaste regiuni de la arabi. Vasile al II-lea (976-1025), dinast înzestrat cu mari calități, a supus nobilimea centrifugă, a cucerit Bulgaria, a învins pe arabi, a dat imperiului maxima întindere de după Heraclius I-ul și s-a afirmat ca cel mai ilustru dinast al timpului său.
Dificultăților economice produse de arabi, imperiul le-a reacționat printr-un protecționism strâns și prin căutarea de noi debușee comerciale, printre care cele către varegi și ruși. Cei din urmă au instalat o colonie de negustori la Constantinopol, în sec. al 9-lea. In ciuda amenințărilor, la sfârșitul sec.al 9-lea s-a reluat comerțul mediteraneean, în special cu Italia, comerț ce fusese aproape abandonat de un secol și jumătate. Criza a fost evitată, iar industria de lux a căpătat un avânt considerabil între sec. 9-11. Fabricarea țesăturilor de in, a fost reluată pe baze noi, dupăocuparea Egiptului de către arabi. Industria de mătase, foarte dezvoltată în imperiu, a prosperat și ea. Obiecte de metal din Antiohia și Constantinopol, bătute cu pietre prețioase și emailuri au fost găsite până în Siberia.
Anii tulburi, dintre 1057-1081, au condus la pierderea, de către imperiu, a tuturor avantajelor dobândite anterior. Marii proprietari de latifundii și-au recâștigat puterea, turcii i-au învins zdrobitor pe bizanti le Mantzikert, în 1071 și au fondat în Asia Mică Sultanatul de Rum.
Comnenii (1081-1185) au oprit decadența și s-au folosit de cruciadele apusenilor spre Pământul Sfânt pentru recâștigarea teritoriilor pierdute. Neînțelegerile dintre bizantini și apuseni, agravate și de Marea Schismă provocată de Mihail Kerularios, în 1054, s-au ascuțit (criza Antiohiei).
Sub dinastia incabilă Angelos (1185-1204) imperiul s-a prăbișit. Bulgaria și Serbia și-au recâștigat independența, iar creștinii cruciați apuseni din Cruciada a IV-a au cucerit Constantinopolul prin viclenie, ca urmare a unei creize de succesiune pentru tronul imperial.

### Perioada imperiului divizat (1204-1461)
A fost o perioadă intensă și încâlcită de războaie între bizantini, apuseni și turci. Cucerirea Constantinopol-ului de către cruciații apuseni a împărțit imperiul în patru state: Imperiul bizantin de Niceea, Imperiul latin din Orient, Imperiul Bizantin de Trebizonda și Despotatul de Epir. Dinaștii din familia Lascaris de la Niceea au reluat ofensiva împotriva trădătorilor creștini apuseni, iar Mihail al VIII-lea Paleolog a recucerit Constantinopol-ul, în 1261. Dar războiul împotriva apusenilor, care se mențineau în Pelopones, a trebuit să se redirecționeze spre Asia Mică, pe cale să cadă în mâinile turcilor. Situația economică a imperiului s-a deteriorat progresiv, ca urmare a abandonării, tot progresive, a protecționismului statal și a ocupării de către Veneția, după 1204, a unor poziții strategice în Marea Egee, fapt ce îi permitea să controleze și să interzică orice navigație a flotei bizantine prin apele de acces și pe țărmurile pe care se găseau principalele puncte comerciale ale imperiului. Succesele politice ale Comnen-ilor au fost obținute în detrimentul intereselor economice primordiale ale imperiului. Pentru a-și asigura alianța Veneției, Genovei și a Pisei, contra normanzi-lor din Sicilia, imperiul a cedat privilegii comerciale negustorilor italieni, care au acaparat astfel chiar sursele de venituri ale imperiului. Marele comerț cu Asia a fost deturnat de la Constantinopol, acestuia rămânându-i numai defensiva disperată în fața turcilor.
Ultimii Paleologi, slăbiți de războaie civile interminabile, au încercat în zadar să restabilescă uniunea religioasă cu Roma papală. Doreau să obțină, pe această cale, ajutoare militare apusene contra turcilor otomani, care cucereau pe rând provinciile europene ale imperiului. Otomanii au cucerit Constantinopolul în 1453 și Trebizonda în 1461.
In ciuda slăbiciunilor sale, Imperiul bizantin a existat și rezistat eroic mai mult de un mileniu (395-1453). El a suferit de lipsa unei legi ferme de transmitere a puterii, fapt ce a dat frâu liber revoluțiilor de palat. Subtilitatea spiritului grecesc a multiplicat contradicțiile religioase. Confuziile dintre puterea politică a împăraților și implicarea lor religioasă au compromis de multe ori interesele statului și ale Bisericii.
Totuși imperiul a rezistat amenințărilor barbare de la nord ( Huni, Avari, Slavi, Bulgari, Ruși, Pecenegi) și invaziilor de la răsărit și sud (Perși, Arabi și Turci). Prin vigoarea sa militară Imperiul Bizantin a salvat Europa de multe ori. Pe de altă parte, el a fost leagănul celei mai strălucitoare civilizații a evului mediu, a cărei influență s-a făcut simțită spre toate orizonturile. Prin propaganda religioasă, prin formele savante de guvernare, prin dezvoltarea meșteșugurilor și comerțului, prin literatura și arta sa, Constantinopol-ul a fost educatorul popoarelor Europei răsăritene, dar și apusul Europei, lumea arabă și turcă îi datorează foarte mult.

## Perioada otomană
O primă încercare majoră de cucerire a Constantinopol-ului a fost cea condusă de sultanul Murad al II-lea, în 1422. După două decenii, în 1453, Mahomed al II-lea, supranumit Cuceritorul, a plănuit și organizat un asediu decisiv. El a desfășurat în fața orașului 200.000 de oameni, din care 60.000 eraucombatanți. Eroicul împărat bizantin, Constantin al XI-lea Dragases le-a opus numai 6.000-7.000 de războinici (în mare parte de origine apuseană), cu care a reușit să reziste mai mult de două luni, până la cel din urmă atac victorios al otomanilor, la 29 mai 1453. Căderea Constantinopol-ului a consacrat prăbușirea definitivă a Imperiului Bizantin, adică a Imperiului Roman De Răsărit, cu care marea capitală a sfârșit prin a se identifica.
Din acel moment istoric crucial evoluția Constantinopol-ului s-a identificat cu cea a Impriului Otoman, care a cunoscut apogeul sub domnia sultanului Soliman I-ul Magnificul (1520-1566) și s-a menținut ca amenințare europeană până la dezastrul de la Lepante (1571) și la eșecul asediului Vienei, din 1683. In perioada de puternică ascensiune a imperiului, sultanul Selim I-ul (1512-1520), printre alte teritorii a anexat și Egipt-ul și a preluat demnitatea religioasă musulmană de calif, demnitate ce i-a fost vândută de către ultimul calif din cea de a doua ramură abbassidă, făcut prizonier în Egipt. Astfel Constantinopol-ul a devenit și capitală califală a musulmanilor sunniți, iar padișah-ul a devenit atât stăpânul absolut al armatei și societății turce, cât și autoritatea religioasă cea mai înaltă a musulmanilor sunniți. Pe acest plan religios, Imperiul Otoman a purtat o luptă aproape continuă cu Persia patrie a ritului musulmsn șiit.
Pe parcursul sec. al 17-lea, teroarea ce o produsese anterior a permis Imperiului Otoman să-și păstreze frontierele extinse, dar odată cu sec. al 18-lea începutul declinului a devenit vizibil. Ruinarea comerțului caravanier cu Orientul, datorită noilor drumuri oceanice descoperite de portughezi spre India și Extremul Orient, dar și destabilizarea internă a puterii sultanilor nerăzboinici, prin creșterea puterii și a imixtiunii ienicerilor în treburile statului, prin creșterea venalității în societatea turcă, prin tendința ocupării demnităților pe cale ereditară și prin slăbirea armatei datorită dotării tehnice și datorită afluxului de renegați, atrași de solde și victorii aducătoare de pradă, totul a condus la degradarea evolutivă a imperiului.
Deși a mai repurtat unele victorii cu costuri foarte mari, urmate de achiziții teritoriale, imperiul a resimțit impactul micșorării prăzilor de război și a tributurilor plătite de populațiile supuse, intrând într-o criză financiară perpetuă. În confruntare cu o Europă în plină evoluție științifică și tehnică, otomanii au încetat a mai progresa.
În secolul al XVIII-lea și al XIX-lea s-a manifestat din ce în ce mai puternic tendința centrifugă a provinciilor și lupta pentru independență a popoarelor supuse, sprijinite de marile puteri : Rusia, Austro-Ungaria, Franța și Anglia.
Populația enormă a urbei nu era nici pe departe autosustenabilă. În realitate, aceasta era complet dependentă de importurile de hrană provenite din provinciile exterioare, și în special din Principatele Dunărene. Adesea acestora li ste cereau cantități impresionante de grâne, cașcaval, miere, sau alte alimente pe care Poarta nu le putea obține din alte părți. Această cerere pe care Principatele le ofereau în defavoarea țărănimii a înflăcărat și mai tare sentimentul anti-otoman și dorirea independenței.
Bogăția anterioară, din sec. al 16-lea și al 17-lea, datorată cuceririlor teritoriale largi și a exploatării popoarelor supuse, a permis dezvoltarea unei civilizații specifice de sincretism, fără aporturi semnificative, cu o literatură inspirată din clasicii persani, cu o arhitectură originală, dezvoltată de marele arhitect Sinan (1490-1588), arhitectură care a acoperit Constantinopol-ul și marile orașe cu moschei încadrate de minarete svelte, cu ornamentații din faianță policromă, datorată artizanilor aduși din Tabriz-ul persan și cu tapițerii tot de inspirație persană. Victoriile și raziilee în Europa centrală și în Persia, dar și expedițiile de pradă ale corsarilor au adus Imperiului Otoman o mulțime de meseriași care au suplinit lipsa de tehnică și de talent a populației turce. Niciodată, însă, cultura și arta otomană nu au atins măsura întinderii teritoriale a imperiului și nu a influențat durabil civilizațiile cu care a venit în contact sau peste care s-a suprapus, așa cum o făcuseră sau urmau a face alte mari imperii.
Evoluțiile externe și interne din sec. al 19-lea au degradat mult mai brutal puterea, întinderea și prestigiul imperiului, el ajungând la începutul sec. al 20-lea o putere de rangul al doilea, marele bolnav al Europei. Aceasta cu toate că pe parcursul întregului sec. al 19-lea guvernele otomane au arătat o mai mare atenție ieșirii din stagnarea socială, culturală și științifică, încercând o apropiere de instituțiile și civilizația europeană.
Înfrângerea sa în primul război mondial, alături de Puterile Centrale, i-a atras o dezmembrare aproape catastrofală. Imperiul Otoman a fost ocupat dinspre toate frontierele și împărțit între puterile învingătoare și de către unele popoare eliberate de război. Sultanul Mehmed Vahdettin al IV-lea (1918-1922) care a acceptat mutilarea imperiului prin Tratatul de la Sevres (1920), a fost răsturnat de generalul Mustafa Kemal, supranumit ulterior Atatürk și s-a refugiat pe un vas de război britanic. Deși detronat,a păstrat demnitatea de calif, demnitate fără nicio putere executivă.
Cucerirea turcă din anul 1453 a atras asupra Constantinopolu-ului o a doua mare devastare, după cea suferită, în 1204, din partea creștinilor catolici din Cruciada a IV-a. Din vechile edificii monumentale creștin-bizantine nu au mai rămas în picioare decât bisericile transformate, la începuturi, în moschei, puține biserici creștine acceptate de sultanul cuceritor, fortificațiile antice inițiate în anul 413 e.N. de către prefectul pretoriului, Athemius, sub domnia minorului împărat roman, Theodosius al II-lea, apeducte, cisterne de apă subterane sau supraterane. La acestea se pot adăuga unele vestigii antice precum: Hipodrom-ul, Coloana lui Constantin sau Coloana arsă, Coloana lui Marcianus, Coloana lui Claudius Goticus și puține altele. Peste trupul vechiului Constantinopol s-au întins cartiere de locuire turcești, cu străzi înguste, întortochiate și insalubre, cu clădiri numai din lemn, care aveau etajele ieșite spre stradă, în consolă și ferestre zăbrelite divers pentru observarea activităților din afară. Pe amplasamentele dominante ale celor șapte coline ale orașului s-au ridicat, de cele mai multe ori, construcții religioase și laice, subvenționate de sultani, de membri ai familiei imperiale, de viziri sau pașale pașa. Constantinopol-ul s-a transformat treptat într-un oraș oriental supraaglomerat, nesistematizat, murdar și rău mirositor. Peste el s-au presărat, ca niște oaze, moschei mărețe cu minarete semețe și dantelate, palate puțin durabile ale potentaților și marilor familii musulmane sau creștine de negustori aservite Inaltei Porți, fântâni frumos decorate, școli coranice (medrese), băi publice (hammam), mausolee imperiale și diverse, după o concepție originală, bouă mari bazare, clădiri destinate ajutorului celor sărmani, edificii pentru spitale rudimentare, ateliere pentru arme, etc.
Evoluția urbanistică, arhitecturală și artistică a Constantinopol-ului în perioda otomană poate fi caracterizată de o enumerare a monumentelor de valoare cu care a fost înzestrat timp de patru secole: - primul Palat al lui Mahomed al II-lea, ridicat imediat după cucerire pe locul fostei biserici imperiale bizantine Sfinții Apostoli și pe locul de astăzi al Universității și al Moscheii lui Soliman Moschea lui Soliman,palat părăsit și distrus curând, - Palatul Topkapî, început în anul 1459 tot de Mahomrd al II-lea, Pavilionul de odihnă al lui Mahomed al II-lea, construit în 1472, care servește astăzi ca Muzeu al Ceramicii, - Moscheea lui Soliman Magnificul(1550-1557), - Moscheea Sultan Ahmed I-ul (1603-1617), sau Moscheea Albastră, - Moscheea Prințului (1544-1548), - Moscheea Cuceritorului (1463-1471), - Mocheea lui Baiazid al II-lea (1497-1505), - Moscheea Rüstem Pașa (1561), - Moscheea Prințesei Mihrimah (1555), - Moscheea Nouă sau Mocheea Mamei Sultanului (Sultan Valide) (1557-1663), - Moscheea Luminii lui Osman (1748-1756), - Moscheea lui Selim I-ul (1520-1522), - Marele Bazar construit inițial de Mahomed al II-lea Cuceritorul, apoi mărită și reconstruită succesiv până în sec.al 20 -lea, - Bazarul Egiptean (1663), - Fortăreața Yedikule completată cu trei turnuri de Mahomed al II-lea după cucerirea din 1453, - Fântâna lui Ahmed al III-lea, - Moscheea lui Eyüp (1458), - Cartierul Galata în sectorul de la nord de Cornul de Aur, - Turnul Galata (1348), -Cartierul Pera în sectorul european de la nord de Cornul de Aur și la apus de Bosfor, - Moscheea Dolmabahçe (1853), - Moscheea Victoriei (1823) în cartierul Pera, - Moscheea lui Kiliç Ali Pașa, în cartierul Pera,- Turmătoria de tunuri (1453-1803), - Palatul Dolmabahçe (1843-1856), - Turnul cu ceas din fața Palatului Dolmabahçe (1856), - Palatul Beylerbey (1868), pe malul asiatic, - Palatul Çiragan (1863-1867),- Palatul Küçuksu (1856), pe maslul asiatic, - Palatul Yldiz (Palatul Stelei), din a doua parte a sec. al 19-lea, - Rumeli Hisari (1452), - Anadolu Hisari (sec.al 14-lea, Baiazid I-ul, pe malul asiatic, Moscheea Ortaköy, - Muzeul de Arheologie (1881-1908), - Podul Galata (1836), reconstruit recent, - Fântâna Impăratului german Wilhelm al II-lea (1895), - Turnul lui Baiazid (1828), etc.

## Perioada republicană
La 29 octombrie 1923, Atatürk a proclamat Republica Turcia, fiind ulterior ales drept primul ei președinte la Ankara, orașul declarat ca nouă capitală. În 1924, a fost abolită și demnitatea de calif. Ultimul deținător al acestei demnități religioase, Abdülmecit, a părăsit țara și a murit în exil la Nisa, în anul 1944. În anul 1928, Atatürk a întreprins reformele radicale care dus la modernizarea Turciei. Statul turc a devenit un stat laic, acest caracter fiind garantat de armată. Alte reforme profunde au vizat: introducerea alfabetului latin, adoptarea calendarului gregorian, desființarea poligamiei și trecerea la monogamie, declararea zilei de duminică drept zi de odihnă, acordarea dreptului de vot femeilor, promulgarea legii pentru introducerea numelui de familie, reforma vestimentară, etc.
Pășind pe calea modernizării, Istanbul-ul s-a extins vertiginos în afara limitelor fostei capitale otomane, spre interiorul uscatului european, de-a lungul țărmurilor Bosfor-ului și ale Mării Marmara, atât spre nord, cât și spre sud. Extinderea asiatică a orașului a devenit din ce în ce mai semnificativă, datorită sporului de populație, dar mai ales dezvoltării și modernizării posibilităților de traversare a apelor marine, pe cale rytieră și navală. In primul deceniu al mileniului trei, s-a trecut la construirea unui tunel de comunicare feroviară, tunel destinat ușurării circulației urbane. Tunelul urmează a fi finalizat în anul 2012. El va avea o lungime de 13,7 kilometri, din care 1400 de metri vor trece pe sub strâmtoare la o adâncime de 55 de metri.
Construcțiile epocii moderne s-au lovit de o rețea de străzi și străduțe medievale cu pante mari pe cele șapte coline istorice, flancate de locuințe și edificii publice cu structură învechită din lemn. In partea istorică și centrală a orașului, imense cartiere insalubre au fost degajate progresiv de către urbaniștii sec. al 20-lea. Acțiunea a permis ridicarea unor noi cvartale și trasarea unei trame stradale moderne. Există, însă, aprecieri că opera de reconstrucție nu a acordat atenția cuvenită rezistenței la cutremure a clădirilor, semnalându-se grave abateri de la normele de siguranță a clădirilor cu caracter particular. Pe alt plan, se poate aprecia că există încă multe zone centrale unde nu s-a ajuns cu urbanismul modern, fapt ce poate fi observat de oricare vizitator care se abate pe unele străzi lăturalnice,chiar în apropierea centrului, dar și în cartiere din lungul Cornului de Aur, precum Fanar sau Balat.
În epoca modernă s-au dezvoltat puternic și cartierele europenizate de la nord de Cornul de Aur, respectiv tradiționalele cartiere Karaköy (Galata) și Beyoğlu (Pera). În Galata, vechiul cartier genovez, evreii, grecii și armenii sunt în continuare grupați în comunități strânse pe anumite străzi, sau străduțe înguste care escaladează colina de la nord de Cornul de Aur. În schimb la bază, pe lungul golfului sau al strâmtorii s-au dezvoltat cartierele băncilor și ale armatorilor. Pe platoul colinei amintite, în cartierele Galatasaray și Taksîm s-au concentrat magazinele de modă și de lux, dar și sediile consulatelor și a altor reprezentațe străine. Mai la nord, urbaniștii au trasat bulevarde late, construind blocuri pentru noi cartiere rezidențiale. Cartierele asiatice, moștenitoare ale anticului Chalcedon, s-au dezvoltat pe plan rezidențial. Cartiere populare foarte dens populate au succedat vechilor rezidențe de vară ale aristocrației otomane și vilelor marii burghezii, cele mai cunoscute și întinse fiind Üsküdar (vechiul Scutari) și Kadiköy.
În ciuda importanței comerciale scăzute a Mării Negre, în raport cu Orientul Apropiat arab, orașul nu s-a lăsat marcat de această situație și nici de trecutul său. Cu toate că nu a mai fost capitală a țării, a atras importante colonii de străini și de servicii administrative. Totodată aici a rămas și s-a dezvoltat cel mai important port al Turciei. Bosfor-ul constituie rada portuară. Mărfurile sunt debarcate de preferință la Sirkeci, punctul terminus al rețelei feroviare europene, sau la Haydarpașa, punctul terminus al rețelei asiatice. Pacheboturile acostează la chiurile din cartierul Beyoğlu, în timp ce flotila de cabotaj are baza în Cornul de Aur.
Funcția industrială a Istanbul-ului a fost limitată din motive strategice. Aceasta ca urmare a tendinței seculare a rușilor de a ajunge la Strâmtori și de a pune stăpânire pe marea capitală otomană, dar și ca urmare a ocupării vremelnice de după primul război mondial. Ca atare, alături de numerose industrii foarte necesare unei metropole, s-au păstrat la Istanbul numai fabrici de tutun, filaturi și țesătorii moderne, fabrici de confecții, linii de montaj ale unor firme internaționale, etc. În schimb, orașul își mărește progresiv importanța comercială și turistică, aducătoare de mari profituri.